# Кахта (река)
Кахта је река у вилајету Адијаман у Турској. Протиче углавном кроз истоимени округ, округ Кахта. Извире на југоистоку Таурус планина и улива су у акумулацију  Хидроелектране Ататурк.
У античко доба се називала Нимфај (Νυμφαιος).
У непосредној близини се налазио антички град Арсамеја. Пре него што је изграђена брана Ататурк, Кахта је била десна притока реке Еуфрат.